# Sosnowitz II
Sosnowitz II – niemiecki nazistowski podobóz Auschwitz-Birkenau, zlokalizowany w Sosnowcu.
Obóz powstał w maju 1944 przy walcowni firmy Oberschlesiesche Maschinen. W pierwszym transporcie przywieziono, w zależności od źródeł, 200 lub 600 więźniów. W dalszych miesiącach istnienia obozu przebywało w nim nawet 900 więźniów, głównie żydowskich, choć zdarzali się także więźniowie polscy, rosyjscy, niemieccy i francuscy. Mieszkali oni w trzech barakach, umieszczonych na placu w kształcie trapezu.
Więźniowie pracowali w zakładach przyobozowych, produkując lufy do dział przeciwlotniczych i granaty. Choć praca była ciężka, wręcz niewolnicza, warunki życia były w podobozie nieco lepsze niż w Birkenau. Najlepsze warunki bytowe mieli fachowcy – ślusarze i tokarze, oni też wykonywali prace wymagające niewielkiego wysiłku fizycznego.  
Ewakuacja obozu rozpoczęła się stosunkowo szybko. Pierwsi więźniowie opuścili obóz już w grudniu 1944, ostatni – 17 stycznia 1945. Przeszli oni pieszo do Opawy, skąd pociągami wywieziono ich do KL Mauthausen, gdzie doczekali wyzwolenia.   
Obecnie po obozie nie ma żadnych śladów. Aby upamiętnić jego więźniów, w 1985 odsłonięto tablicę pamiątkową. Znajduje się ona na terenie zakładów ArcelorMittal Poland, a dostęp do niej jest mocno utrudniony – potrzeba specjalnych zezwoleń, aby wejść na teren huty.   
Co ciekawe, nazwa Sosnowitz II nie była oficjalną nazwą stosowaną przez Niemców. W dokumentach podobóz sosnowiecki występuje jako Arbeitslager Sosnowitz. Obecna nazwa została wymyślona przez historyków i ma na celu odróżnienie go od istniejącego wcześniej i nieposiadającego własnej nazwy podobozu Sosnowitz I. Obecnie nazewnictwo to jest powszechnie stosowane, również w opracowaniach historycznych.